# Artipelag
O Artipelag (em português: Artipélago) é um museu e parque de arte e natureza na ilha de Värmdö, em pleno arquipélago de Estocolmo, a uns 20 km a leste do centro da própria cidade de Estocolmo.                                                                              Está concebido para proporcionar contacto com obras de arte contemporânea, boa comida, eventos culturais, passeios por percursos pedestres e recreação na natureza.                                                                                                                             

O edifício foi desenhado pelo arquiteto Johan Nyrén e inaugurado em 2012.  

O museu está situado na ilha de Värmdö, junto da costa do fiorde Baggensfjärden, a uns 2-3 km da cidade de Gustavsberg.

Ocupa uma área total de 10 000 m², da qual 3 000 correspondem ao museu. Está localizado numa área cheia de pinheiros e rochedos com vista sobre o fiorde.

## Galeria

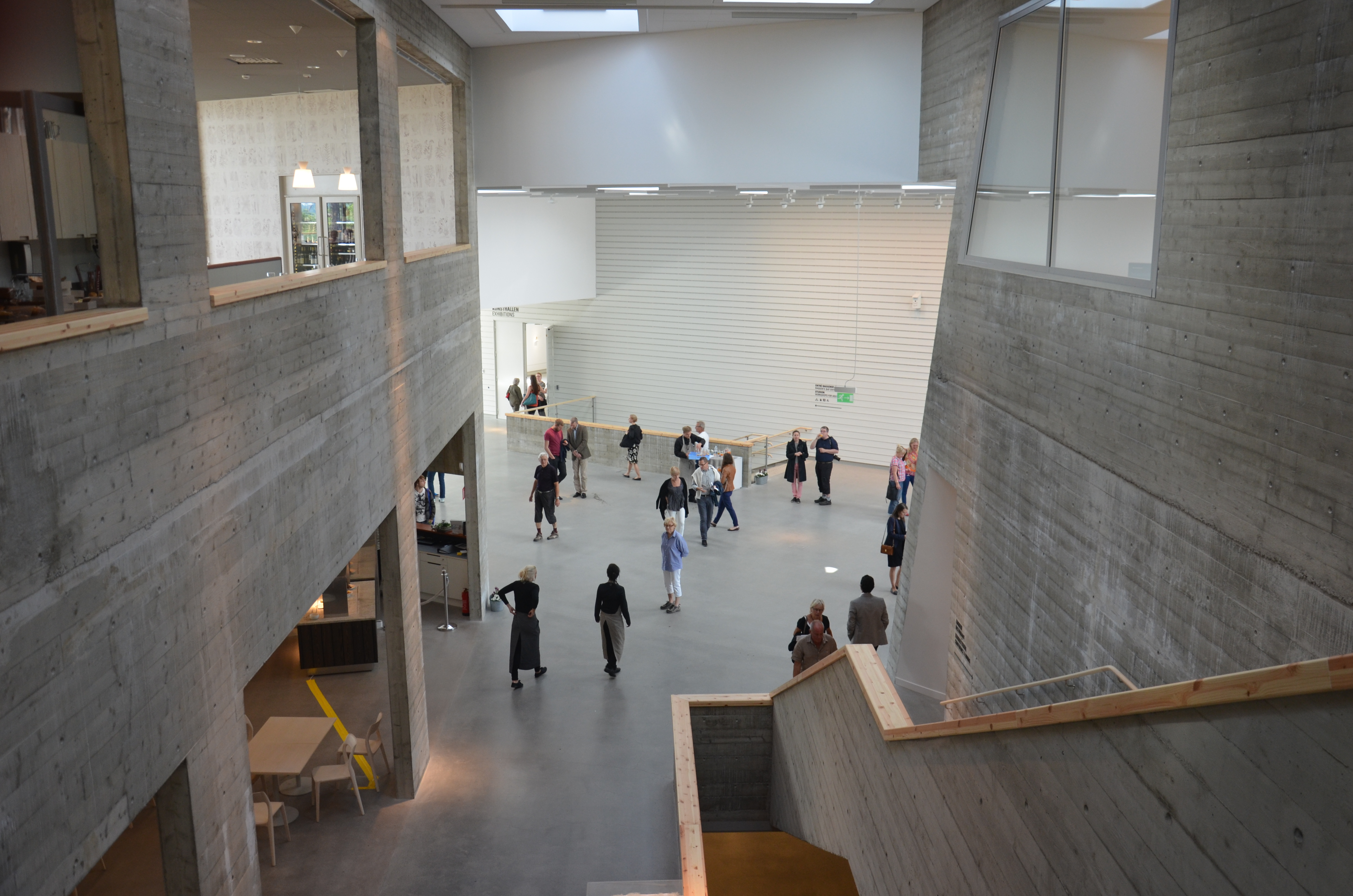
Interior do museu
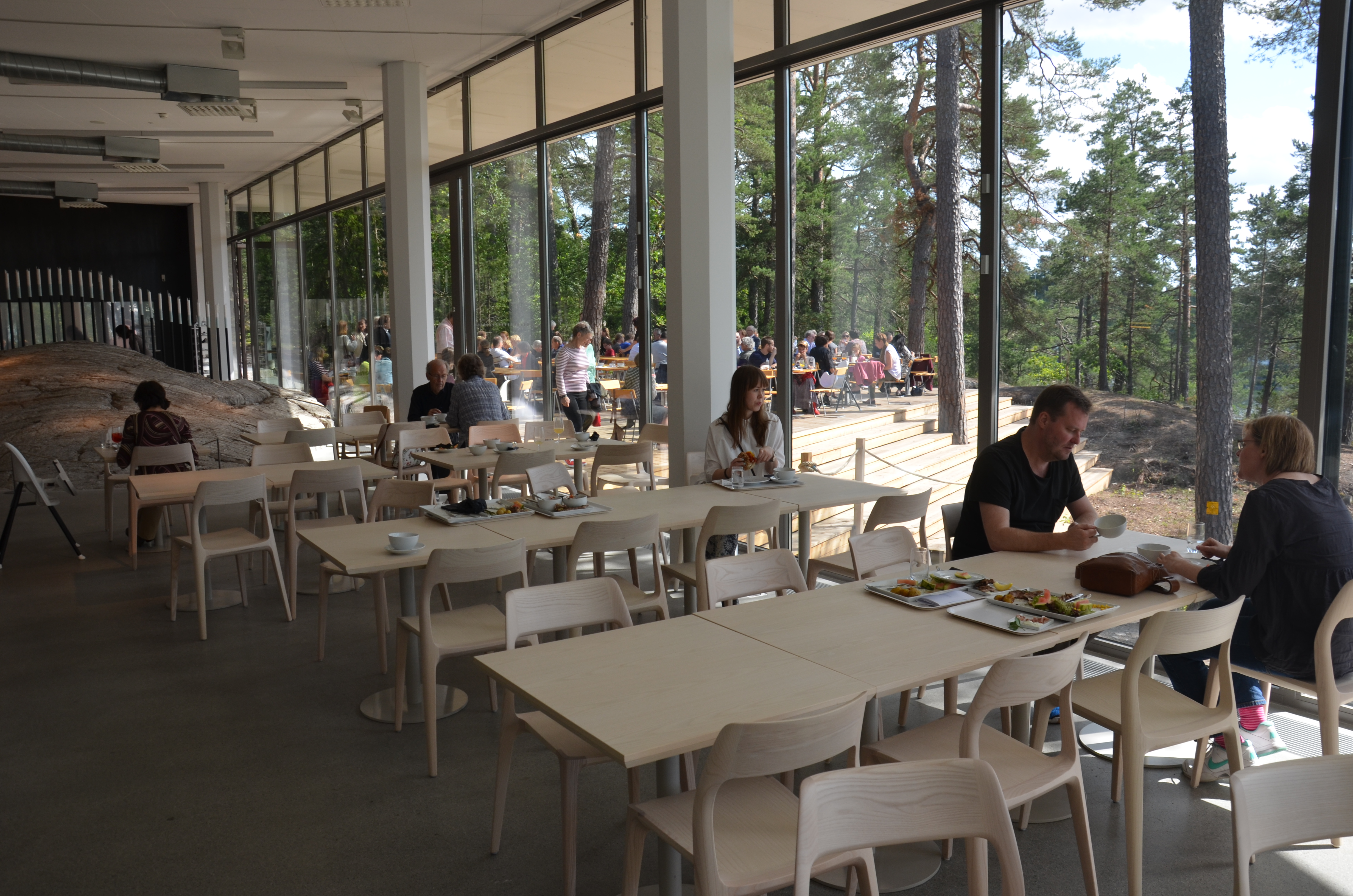
Café do museu
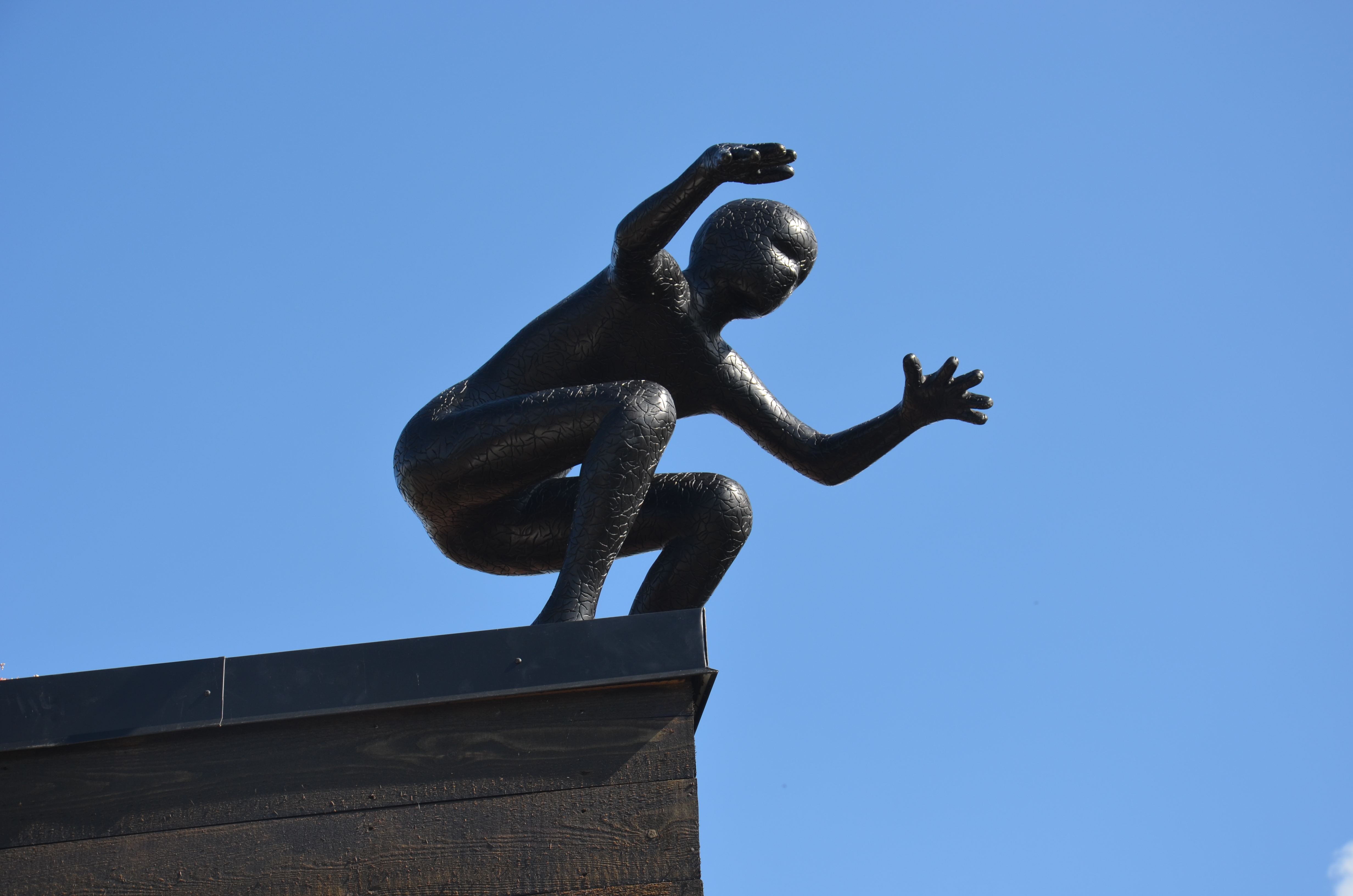
A figura de Maria Miesenberger no telhado, bronze patinado de preto
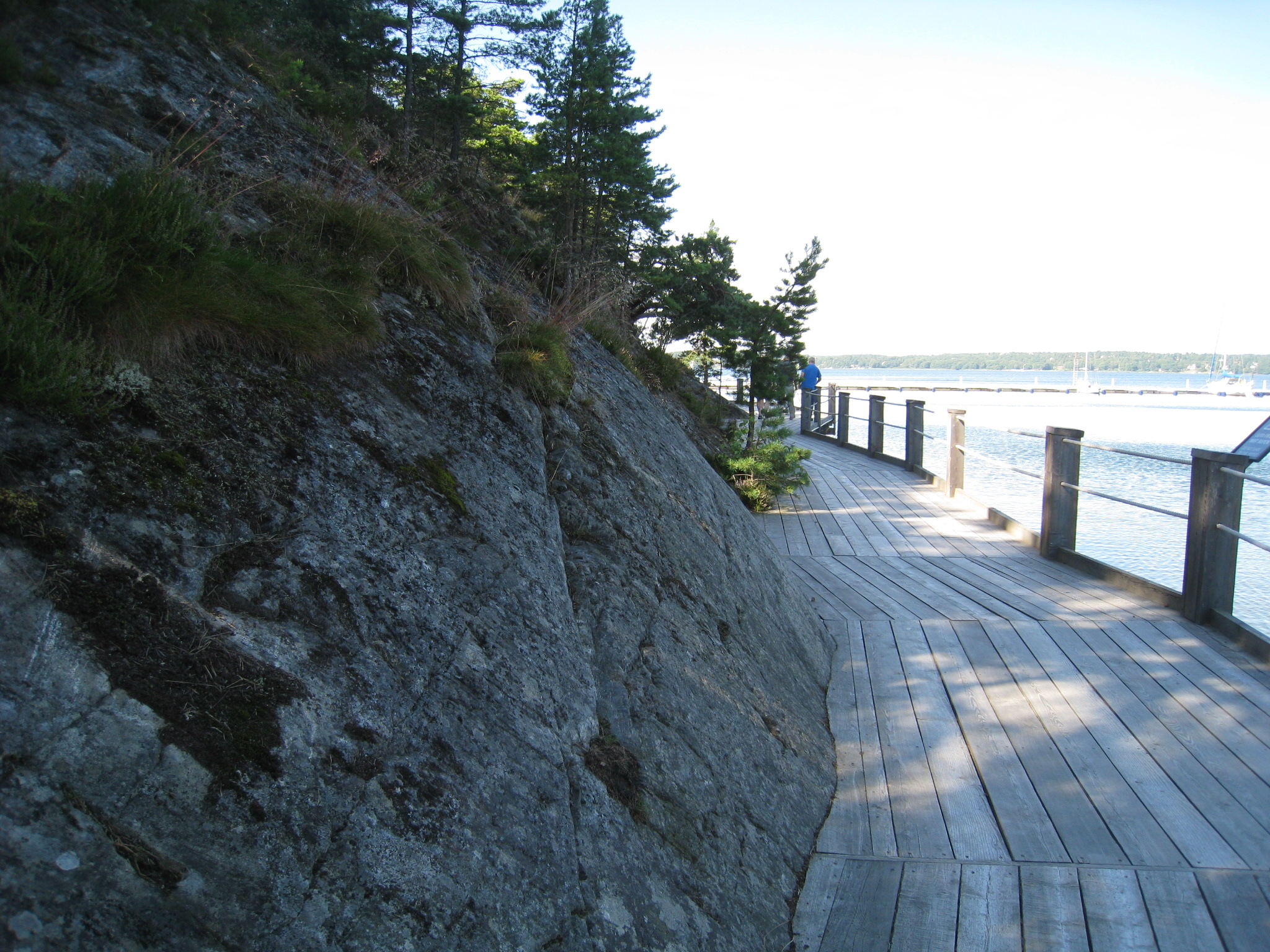
Passeio marítimo